# Шмарьян, Александр Соломонович
Алекса́ндр Соломо́нович Шмарья́н (1901 — 1961, Москва) — советский психиатр, доктор медицинских наук, профессор. Занимался исследованиями психопатологии опухолей и травматических поражений головного мозга. Является одним из основоположников отечественной нейропсихиатрии.

## Биография
Александр Соломонович Шмарьян родился в 1901 году.
В 1927 году окончил Киевский медицинский институт. После окончания обучения, работал в Киевской областной психиатрической больнице, затем был старшим научным сотрудником Института высшей нервной деятельности при Коммунистической академии им. Я. М. Свердлова в Москве.
С 1932 года А. С. Шмарьян работал консультантом Института нейрохирургии АМН СССР, являлся ближайшим сотрудником выдающегося нейрохирурга Н. Н. Бурденко. Одновременно с 1933 года был заместителем заведующего психиатрической клиникой Всесоюзного института экспериментальной медицины. С 1937 по 1950 г. г. А. С. Шмарьян являлся научным руководителем Центрального НИИ психиатрии Наркомздрава РСФСР и заведовал нейропсихиатрической клиникой этого института, был главным психиатром Минздрава СССР.
Во время Павловской сессии А. С. Шмарьян, Р. Я. Голант, М. О. Гуревич и ряд других учёных подверглись травле. А. В. Снежневский заявил, что они «не разоружились и продолжают оставаться на старых антипавловских позициях, нанося этим тяжелый ущерб советской научной и практической психиатрии», а вице-президент АМН СССР Н. Н. Жуков-Вережников обвинил их в том, что они «неустанно припадают к грязному источнику американской лженауки». Научные работы А. С. Шмарьяна были названы идеалистическими, он был обвинен в насаждении и пропаганде вредных, идеалистических теорий, чуждых природе и духу советской науки, борьбе против павловского учения.
После Павловской сессии руководимая А. С. Шмарьяном клиника нейропсихиатрии была закрыта, а сам он был лишён возможности заниматься наукой. С 1951 года А. С. Шмарьян работал консультантом в психиатрической больнице им. Кащенко.
Скончался Александр Соломонович в 1961 году в Москве.

## Научная деятельность
Научные труды А. С. Шмарьяна посвящены клинике и психопатологии черепно-мозговых травм и опухолей головного мозга, апатическим синдромам, локализации психических нарушений. Внёс большой вклад в развитие отечественной нейропсихиатрии, будучи одним из её основателей.
А. С. Шмарьян был идеологом и инициатором внедрения лоботомии в СССР. В конце 1940-х годов А. С. Шмарьян предложил Б. Г. Егорову заняться психохирургией. Хирургическое лечение психопатологии было включено в программу III Всесоюзного съезда невропатологов и психиатров (1948). Нейрохирург Б. Г. Егоров, психиатр А. С. Шмарьян, нейроморфолог П. Е. Снесарев представили доклад «Хирургическое лечение шизофрении методом лобной лейкотомии», где анализировали свыше 100 операций. Метод лоботомии признали принципиально допустимым, но только в руках опытных нейрохирургов и в случаях, когда никакая другая терапия не даёт эффекта и поражение признаётся необратимым. В 1950 году лоботомия запрещается в СССР.
Совместно с Р. Я. Голант А. С. Шмарьяном был описан синдром отчуждения восприятия речи (Голант — Шмарьяна синдром) — для данного синдрома характерно отрицание больными восприятия речи или измененное её восприятие, сопровождающееся неприятным чувством. При этом отмечается прекардиальная тоска. Расстройства неврологические (головная боль, центральный парез лицевого нерва, правосторонний симптом Оппенгейма, отсутствие брюшных рефлексов, нарушения чувствительности) и вегетативные (ожирение, задержка менструаций, отсутствие удовлетворения от еды и сна). Основные признаки: деперсонализация речи и гиперпатии. Наблюдается при органических поражениях головного мозга вследствие нейроинфекций и опухолей.

## Основные труды
- Шмарьян А. С. Психопатологические синдромы при поражении височных долей мозга. — М., 1940.
- Шмарьян А. С. Основные вопросы взаимоотношений мозговой патологии и клинической психиатрии Архивная копия от 18 февраля 2015 на Wayback Machine. — М., 1940.
- Шмарьян А. С. Мозговая патология и психиатрия. Опухоли головного мозга и учение о локализации психических расстройств. — М.: Медгиз, 1949.
- Куимов Д. Т., Шмарьян А. С. Субдуральные гематомы. — М.: Медгиз, 1961.
- Шмарьян А. С. Мозговая патология и психиатрия. — М.: Книга по Требованию, 2012.